# Pirholmen
Pirholmen est une île norvégienne du comté de Hordaland appartenant administrativement à Austevoll.

## Description
Rocheuse et couverte d'une légère végétation, elle s'étend sur environ 512 m de longueur pour une largeur approximative de 455 m. Elle comporte cinq bâtiments. 